# باگریلتسی
باگریلتسی (به بلغاری: Bagriltsi) یک منطقهٔ مسکونی در بلغارستان است که در شهرستان کروموفگراد واقع شده‌است.